# Вылкан
Вылка́н (болг. Вълкан) — село в Болгарии. Находится в Силистренской области, входит в общину Главиница. Население составляет 362 человека. Село расположено в историко-географической области Южная Добруджа.

## История
До 1942 года село называлось Куртпалар.

## Политическая ситуация
В местном кметстве Вылкан, в состав которого входит Вылкан, должность кмета (старосты) исполняет Илмие Шабан Хашим (Движение за права и свободы (ДПС)) по результатам выборов 2007 года в правление кметства.
Кмет (мэр) общины Главиница — Насуф Махмуд Насуф (Движение за права и свободы (ДПС)) по результатам выборов 2007 года в правление общины.